# Sergil et le Dictateur
Série Inspecteur Sergil
Inspecteur Sergil
(1947) Sergil chez les filles
(1952)
Pour plus de détails, voir Fiche technique et Distribution.
Sergil et le Dictateur est un film français réalisé par Jacques Daroy, sorti en 1948.
C'est le deuxième film de la série Sergil, après Inspecteur Sergil sorti en 1947.

## Synopsis
La fiancée de l'inspecteur Sergil est enlevée, alors que le dictateur de Santa-Juanita, dont il était le garde du corps, a mystérieusement disparu.

## Fiche technique
- Réalisation : Jacques Daroy
- Scénario : Jean Rey
- Assistant : Max Pécas
- Décors : Gilbert Garcin
- Photographie : Jean Lehérissey
- Montage : Gabriel Rongier et Jeanne Rongier
- Son : Robert Biard
- Musique : Marceau Van Hoorebecke
- Producteur : Gilbert Garcin
- Société de production : Société méditerranéenne de production
- Pays d'origine :  France
- Langue : français
- Lieu de tournage : Marseille
- Format : Noir et blanc — 35 mm — 1.37:1 — Son : Mono
- Genre : Comédie policière
- Durée : 95 minutes
- Dates de sortie :
  - France : 13 octobre 1948
- Numéro de visa : 7977

## Distribution
- Paul Meurisse : L'inspecteur Sergil
- Liliane Bert : Bijou
- Arlette Merry : Dolorès
- Gaby Bruyère : Colette Marly
- Jérôme Goulven : Monnier
- René Blancard : Goujon
- Henri Arius : Ricardo Mendes
- Christiane Sertilange : Maud Gloria
- Jacqueline Huet : La bonne
- Mag-Avril : La logeuse
- Paul Préboist : Un figurant
- Pierre Clarel : Roberillon
- Marcel Vallée : le patron
- Georges Montal